# Dalbergia reniformis
Dalbergia reniformis är en ärtväxtart som beskrevs av William Roxburgh. Dalbergia reniformis ingår i släktet Dalbergia, och familjen ärtväxter. IUCN kategoriserar arten globalt som livskraftig. Inga underarter finns listade i Catalogue of Life.